# UFC 134
UFC 134: Silva vs. Okami fue un evento de artes marciales mixtas celebrado por Ultimate Fighting Championship el 27 de agosto de 2011 en el HSBC Arena, en Río de Janeiro, Brasil.

## Historia
El ganador de los torneos de UFC 1, 2, y 4 Royce Gracie estaba vinculado brevemente al evento, pero los rumores fueron disueltos por el presidente de UFC Dana White.
Mackens Semerzier se espera hacer frente a Yuri Alcântara en el evento, pero fue reemplazado por el recién llegado a UFC Antonio Carvalho. Sin embargo, Carvalho fue obligado a salir de la pelea por una lesión y fue reemplazado por el debutante Félipe Arantes.
Alexandre Ferreira se esperaba para hacer frente a Rousimar Palhares en este evento. Sin embargo, Ferreira fue obligado a salir de la pelea por una lesión y fue reemplazado por Dan Miller.
Mike Swick estaba programado para hacer su regreso ante el debutante Erick Silva en esta tarjeta. Sin embargo, Swick tuvo que retirarse de la pelea debido a una lesión en la rodilla y fue sustituido por Luis Ramos.
Este evento fue galardonado con el Evento del Año 2011 por Sherdog.

## Resultados
1. ↑  Por el Campeonato de Peso Medio de UFC.

## Premios extra
Cada peleador recibió un bono de $100,000.
- Pelea de la Noche: Ross Pearson vs. Edson Barboza
- KO de la Noche: Antônio Rodrigo Nogueira
- Sumisión de la Noche: No hubo sumisiones